# MicroMega
 (octobre 2024).
Si vous disposez d'ouvrages ou d'articles de référence ou si vous connaissez des sites web de qualité traitant du thème abordé ici, merci de compléter l'article en donnant les références utiles à sa vérifiabilité et en les liant à la section « Notes et références ».
MicroMega est une revue bimensuelle italienne, fondée en 1986. Elle s'intéresse à la culture, à la politique, aux sciences et à la philosophie.
Elle appartient au Gruppo Editoriale L'Espresso et est dirigée par Paolo Flores d'Arcais.
Initialement publiée avec le sous-titre Le ragioni della sinistra (les raisons de la gauche), elle l'abandonne pour un sous-titre thématique.